# Golden Week
La Golden Week (ゴールデンウィーク Gōruden Wīku?, literalmente, «Semana Dorada») es un término japonés que se refiere al período que comprende los siguientes días festivos:
- 29 de abril
  - Cumpleaños del Emperador (天長節, Tenchō Setsu), 1927–1948
  - Cumpleaños del Emperador (天皇誕生日, Tennō Tanjōbi), 1949–1988
  - Día del verdor (en) (みどりの日, Midori no Hi), 1989 hasta 2006)
  - Día de Showa (en) (昭和の日, Shōwa no Hi), a partir de 2007)

- 3 de mayo - Día en memoria de la Constitución (憲法記念日, Kenpō Kinenbi), desde 1947

- 4 de mayo
  - Fiesta Nacional (国民の休日, Kokumin no Kyūjitsu), 1985 hasta 2006
  - Día del verdor (みどりの日, Midori no Hi), desde 2007

- 5 de mayo - Día de los niños (こどもの日, Kodomo no hi), también conocido como Día de los chicos (端午の節句, Tango no Sekku)

Nota El festival de las muñecas (Hinamatsuri), dedicado a las chicas, es el 3 de marzo, y no es fiesta nacional.
Nótese que el 1 de mayo no es fiesta nacional, aunque muchas compañías dan el día libre a sus trabajadores.

## Historia
Tras la proclamación de la ley de los nueve días santos en julio de 1948 por el gobierno japonés, muchas compañías, cuyos servicios se basaban en ocio, experimentaron sus más altos ingresos de todo el año en esta época; debido a esto, el director de la compañía cinematográfica Daiei Film adoptó el término "Golden Week" basado en una jerga de radio japonesa, "Golden Time", la cual hace referencia al tiempo o pico de mayor audiencia en la radio. El término tuvo la completa aceptación de la población y terminó siendo de uso común en prácticamente todo Japón. 
En aquella época, el 29 de abril era fiesta nacional en honor al cumpleaños del Emperador Showa, pero después de su muerte en 1989, ese día pasó a llamarse "Día del verdor" para conservar la Golden Week.
En 2007, el Día del verdor se pasó al 4 de mayo y en su lugar se celebra el Día de Showa el 29 de abril.
Muchos japoneses tienen libre los días laborales entre estas celebraciones y muchas compañías cierran completamente para dar a sus empleados unos días de vacaciones. La Golden Week es de hecho el período de vacaciones más largo del año, y son unos días muy populares para viajar. Aviones, trenes y hoteles suelen estar llenos a pesar de que los precios son más elevados en esta época. Incluso algunos destinos en el extranjero (como países de Asia continental, Guam, Saipán, Hawái, y ciudades en la costa oeste de los Estados Unidos como Los Ángeles, Seattle y San Francisco) se ven impactadas durante esta época por un gran número de turistas japoneses.